# Dorothy Morrison (Schauspielerin)
Dorothy Morrison (* 3. Januar 1919 in Los Angeles, Kalifornien; † 18. Oktober 2017; später Dorothy Morrison Green) war eine US-amerikanische Kinderdarstellerin. Sie wirkte sowohl am Broadway als auch im Stummfilm.

## Leben
Dorothy Morrison wurde in Los Angeles als Tochter des Schauspielers Ernest Morrison Sr. geboren. Ihr älterer Bruder ist Ernie Morrison, der als Mitglied von Die kleinen Strolche Weltruhm erlangte.
Dorothy Morrison hatte ihr Leinwanddebüt 1923, mit vier Jahren, in dem Stolche-Film The Champeen. Sie spielte in mehreren Stummfilmen des Strolche-Erfinders Hal Roach mit. Sie war damit zusammen mit ihrem Bruder einer der wenigen afroamerikanischen Stars der Stummfilm-Ära. Eine ihrer größten Rollen hatte sie im Musical-Film Hearts in Dixie.
Morrison ging während der Dreharbeiten zur Schule und beendete ihre Schauspielkarriere 1936, im Alter von 17 Jahren.
Sie starb am 18. Oktober 2017 im Alter von 98 Jahren.

## Filmografie
- 1923: The Champeen
- 1924: Seein’ Things
- 1925: The Love Bug
- 1925: Ist das Leben nicht schrecklich? (Isn't Life Terrible?)
- 1928: Bear Knees
- 1929: Hearts in Dixie
- 1930: The First Seven Years
- 1936: Sleepless Hollow

## Theater
- 1920/21: Her Family Tree
- 1928: Parisiana
- 1935: Smile at Me